# Fronhausen
Fronhausen település Németországban, Hessen tartományban. Lakosainak száma 4189 fő (2023. december 31.). Fronhausen Lohra, Lollar, Ebsdorfergrund és Weimar (Lahn) községekkel határos.

## Népesség
A település népességének változása:
| Lakosok száma | 4120 | 4119 | 4118 | 4139 | 4189 |
|               | 2017 | 2019 | 2021 | 2022 | 2023 |